# 30秒上火星 (专辑)
30秒上火星是美国摇滚乐队30秒上火星的首张录音室专辑， 于2002年8月27日由Immortal Records与Virgin Records首次公开并发行。 专辑制作人包括 Bob Ezrin, Brian Virtue以及乐队30秒上火星。专辑于2001年至2002年初在怀俄明州乡间录音制作。这张专辑的制作持续了好几年，其中的歌曲主要由乐队主唱杰瑞德·莱托谱写。